# 枚举
在数学和计算机科学理论中，一个集合的枚举是列出某些有穷序列集的所有成员的程序，或者是一种特定类型对象的计数。这两种类型经常（但不总是）重叠。
枚举是一个被命名的整型常数的集合，枚举在日常生活中很常见，例如「星期」可以做為一個集合，而其枚舉如星期一、星期二、 星期三、星期四、星期五、星期六、星期日，以上稱作星期的枚舉。
通俗来说，枚举就是对一个对象的所有可能取到的值的集合
枚举的定义方式与结构体和联合体相似，其形式为：
```
enum
 
枚举名
{

    
标识符①
[
=
整型常数
],

    
标识符②
[
=
整型常数
],

    
...

    
标识符N
[
=
整型常数
],

}
枚举变量
;

```

如果枚举没有初始化，即省掉「=整型常数」时，则从第一个标识符开始，顺次赋给标识符{\displaystyle 0,1,2,\cdots }。但当枚举中的某个成员赋值后，其后的成员按依次加{\displaystyle 1}的规则确定其值。例如下列枚举说明后, {\displaystyle x_{1},x_{2},x_{3},x_{4}}的值分别为{\displaystyle 0,1,2,3}。
enum string{x1, x2, x3, x4}x;
当定义改变为:
```
enum
 
string

{

    
x1
,

    
x2
=
0
,

    
x3
=
50
,

    
x4
,

}
x
;

```

则{\displaystyle x_{1}=0,x_{2}=0,x_{3}=50,x_{4}=51}
注意：
1. 枚举中每个成员（标识符）结束符是「,」,  不是「;」,最后一个成员可省略「,」。
2. 初始化时可以赋负数，以后的标识符仍依次加1。
3. 枚举变量只能取枚举说明结构中的某个标识符常量。

例如：
```
enum
 
string

{

    
x1
=
5
,

    
x2
,

    
x3
,

    
x4
,

};

enum
 
string
 
x
=
x3
;

```

此时，枚举变量x3实际上是7。